# Menelajev izrek
Menelájev izrèk v ravninski geometriji pravi, da je produkt stranic trikotnika, presekanih s katerokoli prečnico in s tem deljenih s preseki {\displaystyle A'}, {\displaystyle B'} in {\displaystyle C'} v določenih delilnih razmerjih vedno enak:
{\displaystyle {AC' \over C'B}{BA' \over A'C}{CB' \over B'A}=-1\!\,.}
Ta izrek je poznal že Evklid. Menelaj je pokazal, da podoben izrek velja tudi za sferni trikotnik. Izrek je ponovno odkril in objavil italijanski matematik Giovanni Ceva.
Menelajev izrek lahko dokažemo s Cevovim izrekom.